# 8218 Hosty
8218 Hosty eller 1996 JH är en asteroid i huvudbältet som upptäcktes den 8 maj 1996 av den australiensiske astronomen Robert H. McNaught vid Siding Spring-observatoriet. Den är uppkallad efter John Graham Hosty.
Asteroiden har en diameter på ungefär 2 kilometer.